# Johann von Götzen

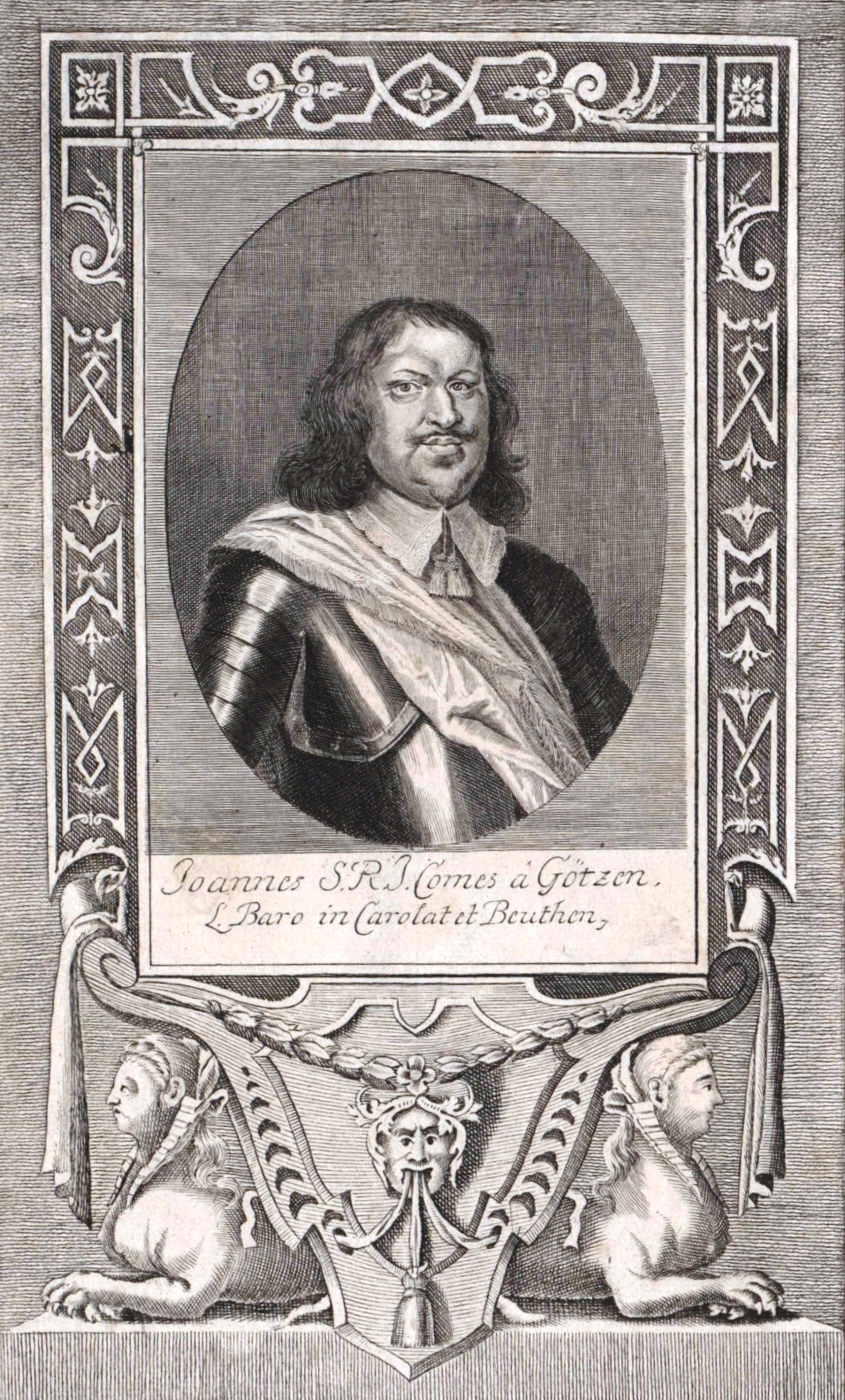
Johann von Götzen

Johann von Götzen (auch: Johann von Götz; * 1599 bei Lüneburg, Fürstentum Lüneburg; † 6. März 1645 bei Jankau, Berauner Kreis) war ein Kaiserlicher und Kurbayerischer General im Dreißigjährigen Krieg. 1633 wurde er in den Freiherren-, 1635, nach seiner Konversion zum Katholizismus, in den Grafenstand erhoben.

## Familie
Seine Eltern waren Peter von Götzen auf Zehlendorf und Zülsdorf (* 1550; † 1608), Domherr am Halberstädter Dom, und Eva, geb. von Samptleben. Sein Bruder Peter (Oktober 1638 bei Lemgo gefallen) war Generalfeldwachtmeister. Johann von Götzen war in erster Ehe mit Elisabeth von Falcke, in zweiter Ehe mit Apollonia von Hoditz († 1663) verheiratet. Aus seiner ersten Ehe hinterließ er zwei Söhne:
- Siegmund Friedrich von Götzen (* 1622 in Zehlendorf; † 13. Jänner 1662), Feldmarschalleutnant, der die katholische böhmische und fränkische Linie der Reichsgrafen von Götzen begründete, und
- Johann Georg von Götzen (* 14. März 1623 in Zehlendorf; † 23. August 1679 in Scharfeneck), Landeshauptmann der Grafschaft Glatz, der die katholische glätzische und schlesische Linie der Reichsgrafen von Götzen begründete.

### Militärische Laufbahn
1615 trat er in böhmische (Obristleutnant unter Peter Ernst II. von Mansfeld 1619) und 1626 als Oberstleutnant in kaiserliche Dienste (25. April: Schlacht bei Dessau). Von Wallenstein wurde er 1626 zum Oberst und am 15. November 1627 zum Statthalter von Rügen ernannt, konnte jedoch 1630 das Eindringen Schwedischer Truppen nicht verhindern. Im September 1630 richteten seine Truppen in Pommern das „Pasewalker Blutbad“ an. 1631 fiel er in die Niederlausitz ein. 1632 nahm Götzen an der Schlacht bei Lützen teil, wo er verwundet wurde. Danach wurde er mit der Führung der unter Hans Ulrich von Schaffgotsch in Schlesien stehenden Truppen beauftragt.
Am 5. April 1633 erfolgte die Beförderung zum Kaiserlichen Generalfeldwachtmeister. Für seine Verdienste erhob ihn Kaiser Ferdinand III. 1633 in den Freiherrenstand und 1635, nachdem er in der Schlacht bei Nördlingen mit dem rechten Flügel den Sieg entschieden hatte, in den Grafenstand. Entsprechend den Bestimmungen des Grafendiploms konvertierte er vor der Erhebung zum Katholizismus.
1634 fiel Götzen in die Landgrafschaft Hessen ein. 1636 wurde ihm das Kommando der bisher von dem Grafen Jost Maximilian von Bronckhorst-Gronsfeld geführte Bayerische Armee übertragen, mit der er den Landgrafen Wilhelm V. von Hessen aus Westfalen vertrieb. Dazu ließ er unter anderem Soest beschießen, dabei wurden fast 1000 Häuser zerstört. Nach der Niederlage der Kaiserlich-Sächsischen Armee unter Melchior von Hatzfeldt in der Schlacht bei Wittstock zog Götzen zu dessen Verstärkung nach Sachsen, musste dann aber vor General Johan Banér weiter zurückweichen. Mittlerweile zum Feldmarschall befördert, entsetzte er 1637 Leipzig und schloss gemeinsam mit Hatzfeld den General Banér bei Torgau ein, den er anschließend unter dem Oberbefehl Matthias Gallas’ nach Pommern verfolgte.
Im März 1638 erhielt Götzen zusammen mit Federigo Savelli den geteilten Oberbefehl über ein 18.500 Mann starkes Entsatzheer für Breisach. Die Befehlsgewalt wechselte täglich. Vermutlich waren es die Fehler Savellis, die zur Niederlage in der Schlacht bei Wittenweiher gegen die Truppen des Herzogs Bernhard von Sachsen-Weimar führten. Götzen, der an diesem Tag die Nachhut kommandierte, zog mit dem Rest seiner Truppen über Offenburg und Tübingen nochmals vor Breisach, scheiterte aber am 25. Oktober 1638 beim Versuch, die Schiffsbrücke einzunehmen. Von Breisach aus zog er nach Waldshut, wo seine Armee ein Lager bezog. Von Waldshut aus versuchte Götzen, Laufenburg von Binzgen auf der rechten Rheinseite aus einzunehmen. Nach seinem Eindringen in Kleinlaufenburg wurde er durch den Abbruch der Rheinbrücke durch die schwedische Besatzung gestoppt. Der erfolglose und demoralisierte Götzen wurde am 29. November 1638 in Waldshut vom Sonderbeauftragten des Kaisers, Graf Philipp von Mansfeld, verhaftet und erst nach München und dann nach Ingolstadt gebracht. Der Rest der Götz'schen Armee, darunter auch der Musketier Hans Jakob Christoffel von Grimmelshausen, entkam dem Elend durch die Verlegung ins sichere Winterquartier. Auf dem Reichstag von Regensburg (17. August 1640) wurde er von Kaiser und Kurfürst für unschuldig erklärt, (im Febr. 1641 ?) aus der Haft entlassen und wieder in kaiserliche Dienste als Feldmarschall aufgenommen.
1643 erhielt er wieder ein Kommando, als er zeitweise den erkrankten Matthias Gallas im Oberbefehl über das Kaiserliche Hauptheer in Schlesien vertrat. Im folgenden Jahr zog er gegen den Fürsten Georg Rákóczi nach Ungarn und Siebenbürgen, gegen den er Vorteile gewann. Im November 1644 kam es zu einem Streit mit Palatin Esterházy, in dessen Folge er bei einem Duell Hans Christoph III. von Puchheim in die Wange schoss.
Nachfolgend wurde er nach Böhmen zur Abwehr des drohenden Einbruchs von Lennart Torstensson berufen. Dort angekommen, befehligte er in der Schlacht bei Jankau den rechten (nach  den linken) Flügel, kam jedoch bereits zu Anfang der Schlacht in gegnerisches Feuer und starb. Sein Leichnam wurde in der Kirche des Prager Emmausklosters beigesetzt.